# سه برادر (فیلم ۲۰۱۴)
سه برادر (چکی: Tři bratři) فیلمی چکی به کارگردانی یان اسویراک است که در سال ۲۰۱۴ منتشر شد.

## بازیگران
- ازدِنیِک سِویِه‌راک
- گابریلا میچووا
- اولدریخ کایزر
- داوید ماتاسک
- ییتکا چوانچارووا
- ایوانا خیلکووا
- ایوا بیتووا
- ییرژی لابوس
- میشائلا پخاچکووا
- ورونیکا کک کوباژووا
- میروسلاو تابورسکی
- پاول لیشکا
- بولک پولیوکا
- ماریان گایژبرگ
- زوزانا نُریسووا
- میروسلاو هانوش